# Meuchelberg und südexponierte Hänge am Staubecken Heimbach
Koordinaten: 50° 37′ 58″ N, 6° 28′ 11″ O

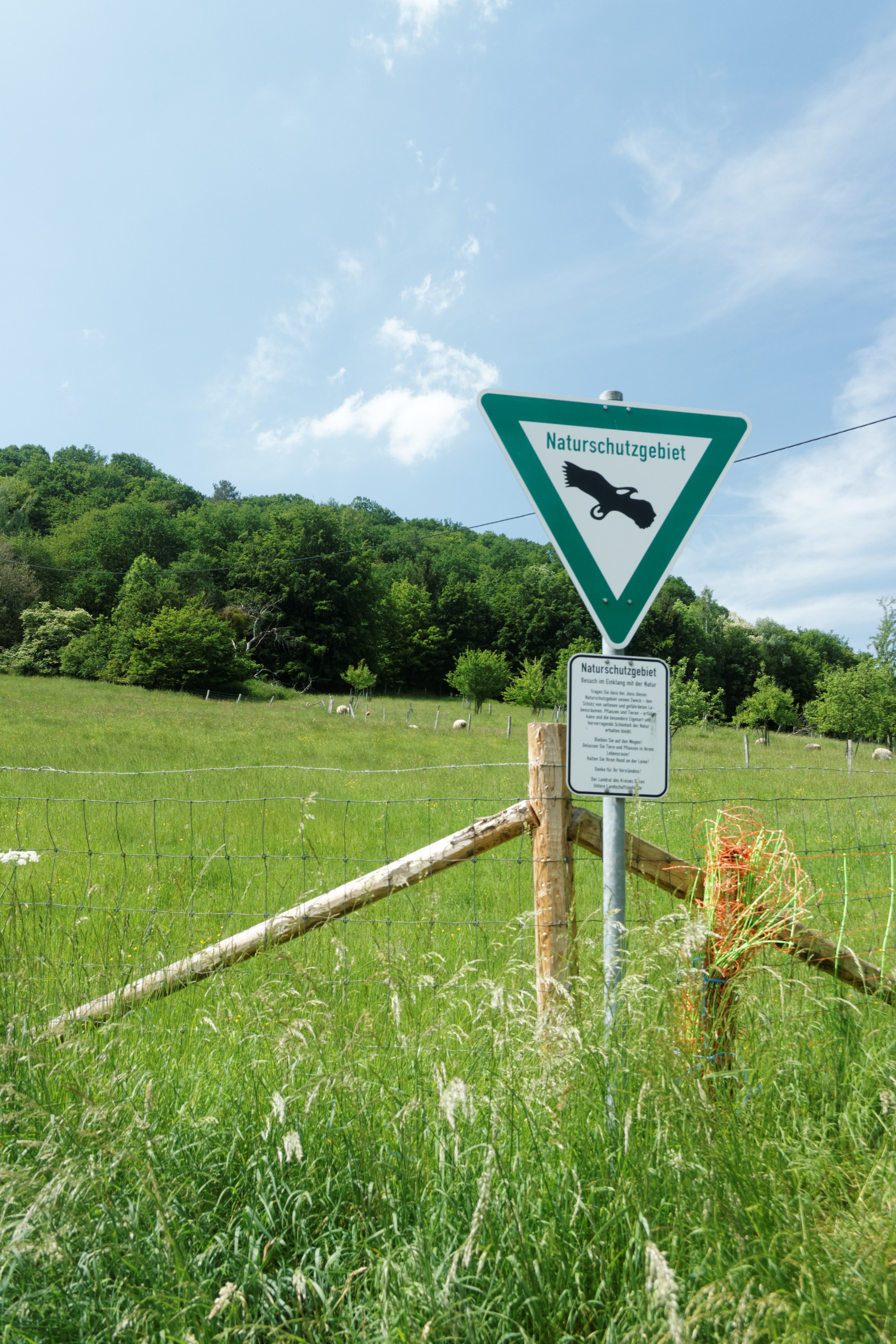
Naturschutzgebiet Meuchelberg und südexponierte Hänge am Staubecken Heimbach (Mai 2018)

Das Naturschutzgebiet Meuchelberg und südexponierte Hänge am Staubecken Heimbach liegt auf dem Gebiet der Stadt Heimbach im Kreis Düren in Nordrhein-Westfalen. Das aus vier Teilflächen bestehende Gebiet erstreckt sich östlich der Kernstadt von Heimbach.

## Bedeutung
Das etwa 69,7 ha große Gebiet wurde im Jahr 2001 unter der Schlüsselnummer DN-042 unter Naturschutz gestellt. Schutzziele sind
- die Erhaltung eines geschlossenen, gut strukturierten Eichenwaldes mit zahlreichen Klippen, auf z. T. sehr flachgründigen Böden in Südexposition als Lebensraum für Mauereidechse und weitere thermophile Arten und
- die Erhaltung der trockenen Heideflächen und des Hangschuttwaldes.[3]